# Streepkopzanger
De streepkopzanger (Helmitheros vermivorum) is een zangvogel uit de familie Parulidae (Amerikaanse zangers).

## Verspreiding en leefgebied
Deze soort komt voor in de oostelijke Verenigde Staten en overwintert van zuidoostelijk Mexico tot Panama en de Grote Antillen.